# Laura Vihervä
Laura Vihervä (Valkeakoski, 1991. április 28. –) finn válogatott sportaerobik versenyző.

## Sportkarrierje
Kezdetben ritmikus gimnasztikázott, majd ezután kezdett foglalkozni a sportaerobikkal. Finn válogatottként résztvevője volt a 2011-es aerobik-Európa-bajnokságnak, ahol egyéniben a 17. helyet szerezte meg.